# E
La e (en mayúscula E, nombre e, plural es o ees) es la quinta letra del alfabeto español y del alfabeto latino básico y su segunda vocal. Tiene dos formas para el plural: es o ees, siendo más recomendada la primera.En las escuelas, suele formularse de la segunda manera, para hacer hincapié a los niños a escribir bien, especialmente en sus etapas de aprendizaje más tempranas.  
Representa en español el sonido de una vocal media y anterior.

## Historia
La hê semítica probablemente representó inicialmente una oración o figura humana que se llamaba (hillul festejar), y probablemente estaba basada en un jeroglífico egipcio similar que era pronunciado y utilizado en forma distinta. En semítico, la letra representaba /h/ (y /e/ en palabras extranjeras), en griego hê se convirtió en Εψιλον (Epsilon) con el valor /e/. Los etruscos y romanos la empleaban de la misma forma. El uso en inglés puede ser distinto como consecuencia del Great Vowel Shift, o sea /iː/ (a partir de /eː/ como en las palabras inglesas «me» o «bee»), mientras que en otras palabras, como por ejemplo «bed»; la pronunciación es similar al latín y otras lenguas en uso.
| A28 |

| A28 |

## Uso
En español, la letra e, antiguamente se utilizaba como conjunción copulativa, proveniente del latín et. Actualmente se utiliza la semivocal y /i/, excepto cuando se encuentra antes del sonido /i/ formando diptongo con la sucesiva, para evitar el hiato. Aunque sí debe utilizarse y cuando comienza una frase empleándose de manera adverbial para expresar énfasis (por ejemplo «¿Y Inés?»).
Ejemplos de palabras que empiezan con E: Elefante, Estambre, Estanque, Everest, Europa, Elisa, Eloy, etc.
Se considera que es la letra que más se repite en los textos en español. También es la más frecuente en los idiomas checo, danés, neerlandés, inglés, francés, alemán, húngaro, latín, noruego y sueco.

## Representaciones alternativas
En alfabeto fonético aeronáutico se le asigna la palabra Eco.
En código Morse es:  · 

Banderas de señales
Alfabeto semáforo
Signografía Braille (español)
Alfabeto manual

## Códigos
En Unicode la E mayúscula posee el código U+0045 y la e minúscula es U+0065.
El código ASCII para la E mayúscula es 69 y para la e minúscula es 101; o en sistema binario 01000101 y 01100101, respectivamente.
El código EBCDIC para la E mayúscula es 197 y para la e minúscula es 133.
Las referencias numéricas en HTML y XML son «E» y «e» para la mayúscula y minúscula, respectivamente.

## Otros significados
- En notación anglosajona representa la nota o acorde de mi.
- En matemáticas denota al número e.